# Dactylotula altithermella
Dactylotula altithermella is een vlinder uit de familie tastermotten (Gelechiidae). De wetenschappelijke naam is voor het eerst geldig gepubliceerd in 1903 door Walsingham.
De soort komt voor in Europa.